# 大野香菜
大野 香菜（おおの かな、1958年5月17日 - ）は、日本のフリーアナウンサー。圭三プロダクション所属。旧名：大野 かおり（おおの かおり）。

## 来歴
3人兄妹の長女として誕生（兄1人、弟1人）。東京都世田谷区出身。東京女子大学短期大学部教養学科卒業。
1966年にフジテレビの『日清ちびっこのどじまん』に出場し、チャンピオンになったことがある。その後も小学3年生から中学生まで「東京ちびっこ合唱団」に所属していた。
インタビュアーになるのが夢でマスコミ界を目指し、1979年4月にフジテレビに入社。アナウンサー（「大野かおり」名義）時代の1979年4月2日から1981年4月3日にかけての2年間、『ママとあそぼう!ピンポンパン』の第4代目お姉さん（司会の女性役）を担当し、子供たちの人気を博した。クラッシックバレエをやっていたこともあって、踊りが上手だった。
その後はフリーアナウンサーとなり（「大野香菜」に改名）、TBS『人生ゲームハイ&ロー』『クイズ天国と地獄』の出題者、テレビ東京『タミヤRCカーグランプリ』『レディス4』の司会者、ラジオパーソナリティなどを務めた。

## 出演

### フジテレビアナウンサー時代
| 期間         | 期間          | 番組名                      | 役職            |
| ------------ | ------------- | --------------------------- | --------------- |
| 1979年4月2日 | 1981年4月3日  | ママとあそぼう!ピンポンパン | 4代目おねえさん |
| 1980年4月1日 | 1981年3月31日 | 3時のあなた                 | 司会            |

### フリー転向後
情報・教育関連番組
| 期間               | 期間               | 番組名                                    | 役職                                                        |
| ------------------ | ------------------ | ----------------------------------------- | ----------------------------------------------------------- |
| 1982年3月31日      | 1982年3月31日      | ママとあそぼう!ピンポンパン（フジテレビ） | 最終回、歴代のおねえさん（4代目おねえさん）としてゲスト出演 |
| 1984年4月7日       | 1997年3月29日      | 健保連のすこやかさん（フジテレビ）        | 番組メインナビゲーター                                      |
| 1986年担当時期不明 | 1986年担当時期不明 | 日本が知りたい（TBSテレビ）               | ゲストリポーター                                            |
| 2004年10月         | 2005年4月          | レディス4（テレビ東京）                   | サブ司会                                                    |

クイズ関連・一社提供・特別番組
- 人生ゲームハイ&ロー - 2代目出題者（1981年4月 - 1982年9月27日、TBSテレビ）
- 社長ゲームハイ&ロー - 出題者（1982年10月3日 - 1983年3月27日、TBSテレビ）
- クイズ天国と地獄 - 司会（1982年10月4日 - 1985年9月26日、TBSテレビ）
- 今夜もセレナーデ（1983年10月 - 1984年3月 - 金曜パーソナリティー・1984年4月 - 1984年9月 - 月曜パーソナリティー、TBSラジオ）
- わかるかな?ワールドジェスチャー - リポーター（1984年4月12日 - 9月27日、TBSテレビ）
- タミヤRCカーグランプリ - リポーター（1984年10月5日 - 1986年9月、テレビ東京）
- ザッツお台場エンターテイメント!『第5夜・主題歌の38年 ナイナイの歌う新社屋』（1997年4月4日、フジテレビ（『ママとあそぼう!ピンポンパン』の4代目おねえさんとして出演。））

### テレビCM
- センチュリー21・ジャパン（1984年 - 1985年）